# Франц Ріттер фон Епп
Франц Ксавер Ріттер фон Епп (нім. Franz Xaver Ritter von Epp, 16 жовтня 1868, Мюнхен — 31 грудня 1946, Мюнхен) — німецький воєначальник, генерал піхоти (21 липня 1935), рейхсляйтер НСДАП (3 серпня 1933), обергруппенфюрер НСКК (1 липня 1932), обергруппенфюрер СА (1 січня 1933).

## Життєпис
Військова кар'єра
- 9 березня 1888 — Фенрих
- 30 жовтня 1889 — Обер-фенрих
- 13 жовтня 1896 — Обер-лейтенант
- 11 липня 1907 — Гауптман
- 30 жовтня 1909 — Майор
- 30 листопада 1914 — Оберст-лейтенант
- 14 грудня 1917 — Оберст
- 2 жовтня 1921 — Генерал-майор
- 31 жовтня 1923 — Генерал-лейтенант
- 21 липня 1935 — Генерал піхоти

### Ранні роки

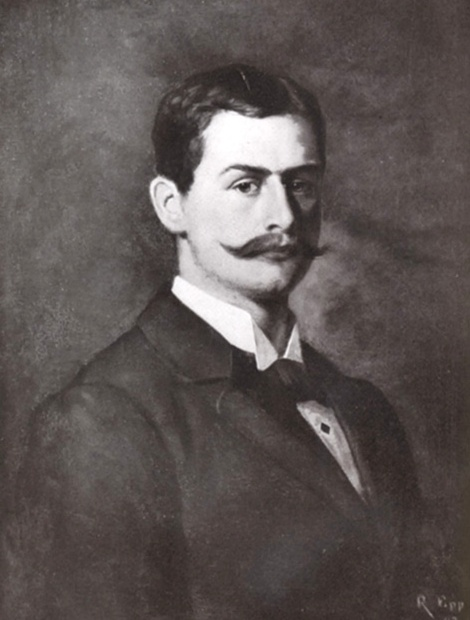
Портрет фон Еппа (1893). Автор — його батько Рудольф Епп

Франц Ксавер фон Епп був старшим з трьох дітей художника-католика Рудольфа Еппа і його дружини Катаріни Штрейбель (пом. 1912). У нього були дві молодші сестри — Гелена і Августа. Навчався у народній школі в Аугсбурзі, а потім у військовій академії в Мюнхені, де отримав атестат зрілості.

### Початок військової кар'єри
З 16 серпня 1887 служив в 9-му баварському піхотному полку (пішов на службу добровільно). З 1896 служив в 19-му баварському піхотному полку. У 1896—1899 навчався в Баварській військовій академії, завершив навчання без зарахування до Генерального штабу. У 1900—1901 добровільно служив в Східноазіатському піхотному полку під час військової експедиції в Китай. Прибув до країни, коли Боксерське повстання вже було практично придушено, але взяв участь в бою при Njang-tse-Kuan. Служив в Китаї до 17 серпня 1901 року, потім повернувся на службу в 19-й піхотний баварський полк. З 11 грудня 1901 був ад'ютантом 5-й баварської піхотної бригади.
З 2 лютого 1904 служив в імперській охоронній групі в німецькій Південно-Західній Африці, з 11 липня 1904 був командиром роти в 1-му піхотному полку, який входив до її складу. Брав участь в придушенні повстання гереро, а потім і у геноциді племен гереро та нама. У 1906 повернувся до Баварії, де був командиром роти в баварському королівському піхотному лейб-полку (з 14 грудня 1906). З 16 жовтня 1908 — ад'ютант в штабі 3-й баварської дивізії, розквартированої в Ландау. З 22 червня 1912 — командир другого батальйону в баварському королівському піхотному лейб-полку, з яким вступив в Першу світову війну.

### Перша світова війна

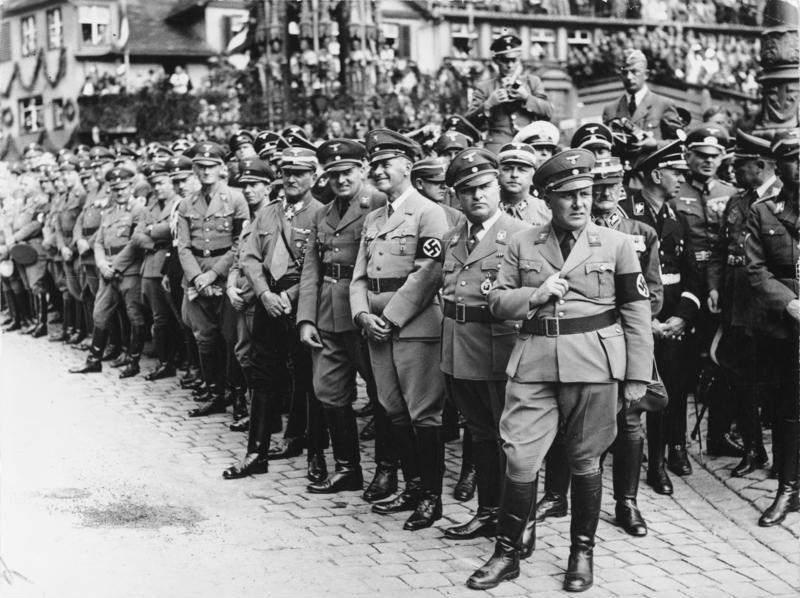
18 рейхсляйтерів (у першому ряду) на 10-у партійному з'їзді (Нюрнберг, вересень 1938)

З 19 серпня 1914 командував лейб-полком. Служив на Західному фронті, відзначився в бою при Саарбурзі. 26 грудня 1914 року затверджений на посаді командира полку. З середини 1915 на чолі полку служив в Південному Тіролі, потім в Сербії і в районі грецького кордону. У 1916 році полк був перекинутий до Франції, де брав участь в битві під Верденом, за заслуги фон Епп був нагороджений баварським королівським військовим орденом Максиміліана Йосипа з присвоєнням особистого (який не передається у спадок) дворянського титулу «Ріттер». Восени 1916 брав участь в битві при Германнштадті.
17 квітня 1917 був призначений командувачем 1-й баварської єгерської бригадою. У 1917 був знову призначений на службу в Румунію, потім короткий час служив на Західному фронті, а вже восени — в венеціанських Альпах. У 1918 брав участь в німецькому весняний наступ на Заході, відзначився в битві при Кеммеле, за штурм Кеммельберга був нагороджений 29 травня 1918 вищим орденом — Pour le Mérite («За заслуги»). З 15 жовтня по 18 листопада 1918 знову був командиром свого полку, а посаду командувача бригадою займав до 8 лютого 1919.

### Командир фрайкору
На початку 1919 Ріттер фон Епп за розпорядженням військового міністра Густава Носке почав формування баварського добровольчого корпусу (фрайкору) для прикордонної охорони «Схід». Фрайкор був створений в тюрінзькому місті Ордруф, оскільки баварський соціал-демократичний уряд Курта Айснера заборонив формувати корпус на підконтрольній йому території. Після проголошення ліворадикальними силами Баварської радянської республіки фрайкор фон Еппа разом з іншими воєнізованими «білими» загонами в квітні-травні 1919 брав участь в поході на Мюнхен, що завершився кровопролитним взяттям міста і розстрілом заарештованих лідерів крайніх лівих. Серед загиблих під час штурму міста були і члени католицького робочого союзу, які не брали участь у створенні Баварської радянської республіки.

### Зв'язки з нацистами

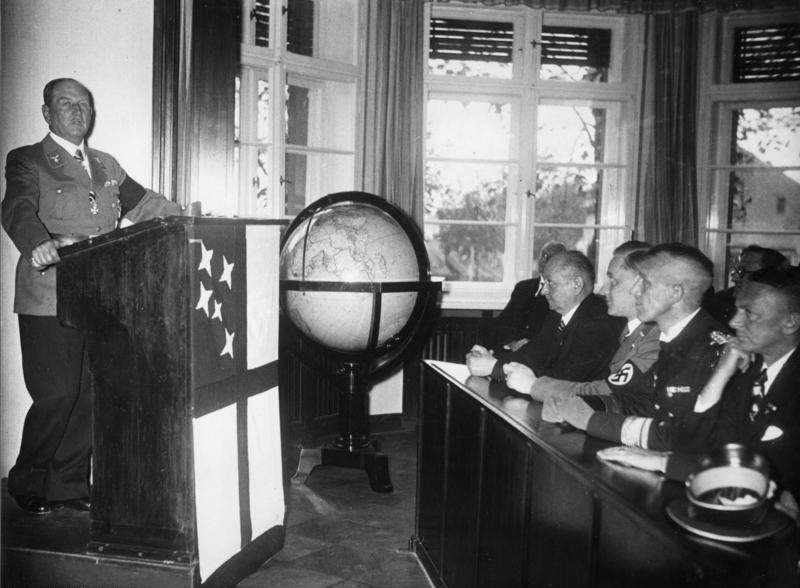
Франц фон Епп виступає з вступною промовю у Колоніально-політичному шкільному будинку в Ладебурзі (1938)

Потім фрайкор фон Еппа був прийнятий до складу рейхсверу (армії Веймарської республіки), ставши основою 21-й баварської охоронної бригади, командиром якої став фон Епп. Також йому були підпорядковані міська поліція Мюнхена, пожежні команди і технічна аварійна допомога (воєнізовані інженерні формування, підлеглі технічного центру в складі військового міністерства). Під час «каппівского заколоту» в 1920 фон Епп разом з іншими ультраправими баварськими лідерам — керівником пожежних команд Георгом Ешеріхієм і начальником мюнхенської поліції Ернстом Пенером — наполіг на відставці соціал-демократичного уряду Гоффманна і призначенні правого цивільного уряду Густава фон Кара. У квітні 1920 баварський фрайкор фон Еппа брав участь в бойових діях проти Червоної армії Рура.
1 жовтня 1920 полковник фон Епп був призначений командувачем піхотними військами 7-го військового округу рейхсверу (Мюнхен). Начальником його штабу був гауптман Ернст Рем, який познайомив фон Еппа з Адольфом Гітлером. Багато баварських нацистів (Ганс Франк, Рудольф Гесс, брати Грегор і Отто Штрассери) раніше служили у фрайкорі фон Еппа. У 1921 фон Епп за пропозицією Рема виділив 60 тисяч марок на придбання центрального органу НСДАП Völkischer Beobachter. Зв'язки з ультправимі політичними силами привели до того, що уряд Веймарської республіки ухвалив рішення про звільнення фон Еппа з рейхсверу, але він сам подав у відставку. З 31 жовтня 1923 перебував у відставці, зберігши право носіння військової форми і отримавши звання генерал-лейтенанта.
По відношенню до пивного путчу Гітлера-Людендорфа фон Епп не зайняв однозначну позицію, хоча і був посередником між своїм колишнім підлеглим Ремом, який захопив на чолі загону нацистів штаб сухопутних військ в Мюнхені, і рейхсвером.

### Імперський намісник Баварії
9 березня 1933 фон Епп за наказом Гітлера розпустив уряд Баварії і зайняв посаду рейхскомісара Баварії. Призначив комісаром в міністерстві внутрішніх справ Баварії нацистського гауляйтера Адольфа Вагнера і начальником мюнхенської поліції Генріха Гіммлера. З 10 квітня 1933 по 30 квітня 1945 фон Епп була імперською намісником Баварії. З 3 серпня 1933 по 5 травня 1934 був керівником Військово-політичного управління НСДАП. З 5 травня 1934 очолював новостворене Колоніально-політичне керівництво НСДАП. З травня 1936 також був головою Імперського колоніального союзу.
Ім'я фон Еппа як героя Першої світової війни і відомого нацистського лідера було оточене в Третьому рейху підкресленою повагою. Він був підвищений в чині до генерала піхоти, ще до приходу нацистів до влади був проведений в обергруппенфюрери СА і НСКК (Націонал-соціалістичного моторизованого корпусу). У 1934 пристрасний мисливець фон Епп став баварським земельним єгермайстером. 16 жовтня 1938 року в честь 70-річчя його ім'я було присвоєно 61-му піхотному полку 7-ї баварської піхотної дивізії. Крім того, його ім'ям була названа казарма в Гарміші (в 1945 в рамках денацифікації перейменована в артилерійську казарму).
Однак реальний вплив фон Еппа був невелим — на відміну від інших регіональних лідерів нацистської Німеччини він не був гауляйтером і не контролював партійний апарат. Тому йому доводилося конкурувати з шістьма баварськими гауляйтерами, а також з міністром-президентом Баварії Людвігом Зібертом і міністром внутрішніх справ Адольфом Вагнером. У 1933 році він намагався обмежити довільні превентивні арешти (всього в Баварії було заарештовано близько 4 тисяч чоловік), але зазнав невдачі через протидію Вагнера, а також Гіммлера і Рема. У 1935 фон Епп як імперський намісник був підпорядкований контролю уряду в Берліні, в 1936 він не зміг запобігти розширенню впливу Зіберта (який став також міністром економіки) і Вагнера, який отримав за сумісництвом посаду міністра освіти і релігії.
Під час Другої світової війни діяльність очолюваних фон Еппом Колоніально-політичного управління НСДАП і Імперського колоніального союзу була згорнута, і в 1943 вони були ліквідовані. До цього часу його антипатія до нацистів зросла, але при цьому він не заперечував проти цілей і методів НСДАП, а лише критикував окремих партійних функціонерів.
Ад'ютант фон Еппа майор Гюнтер Карачіолла-Дельбрюк в квітні 1945 спробував залучити його до діяльності антинацистській Акції свободи Баварії, закликавши його оголосити на баварської території надзвичайний стан, покласти на себе всю повноту влади і капітулювати перед американськими військами з тим, щоб врятувати від руйнування Мюнхен. Фон Епп не перешкоджав діяльності змовників, але 27 квітня 1945 відмовився від реалізації цього плану, тому що не хотів, щоб його поведінка була сприйнята як «удар в спину» продовжувала воювати армії. На наступний день гауляйтер Пауль Гіслер за допомогою частин СС жорстоко придушив виступ антінацистів і наказав стратити 40 його учасників, в тому числі і майора Карачіолла. Фон Епп був заарештований за наказом Гіслера і переведений в Зальцбург, де на початку травня 1945 був знову затриманий, але вже американськими військами.

### Останні роки життя
У 1945—1946 був інтернований в Мюнхені, за станом здоров'я поміщений в міську лікарню, де помер 31 грудня 1946 року.

## Звання
- Трирічний доброволець (16 серпня 1887)
- Унтер-офіцер (7 грудня 1887)
- Фенріх (9 березня 1888)
- Другий лейтенант (30 жовтня 1889)
- Перший лейтенант (13 жовтня 1896)
- Оберлейтенант (1 січня 1899)
- Гауптман (11 липня 1907)
- Майор (30 жовтня 1909)
- Оберстлейтенант (30 листопада 1914)
- Оберст (14 грудня 1917)
- Генерал-майор (2 жовтня 1921)
- Генерал-лейтенант (31 жовтня 1923)
- Группенфюрер СА (18 жовтня 1931)
- Почесний обергруппенфюрер НСКК (1 липня 1932)
- Обергруппенфюрер СА (1 січня 1933)
- Рейхсляйтер НСДАП (3 серпня 1933)
- Генерал піхоти (25 липня 1935)

## Нагороди
- Китайська медаль (1901)
- Орден Корони (Пруссія) 4-го класу з мечами (24 жовтня 1901)
- Орден «За заслуги» (Баварія)
  - 4-го класу з мечами
  - 3-го класу з мечами (6 липня 1905)
  - 3-го класу з короною і мечами (11 вересня 1914)
  - офіцерський хрест з мечами і короною (14 лютого 1916)
- Медаль принца-регента Луїтпольда з короною (19 жовтня 1905)
- Медаль «За кампанію в Південно-Західній Африці» (1907)
- Орден Червоного орла 4-го класу
- Орден Заслуг герцога Петра-Фрідріха-Людвіга, лицарський хрест (29 грудня 1912)
- Орден Святого Йоанна (Бранденбург)
- Залізний хрест
  - 2-го класу (22 грудня 1914)
  - 1-го класу (12 березня 1915)
- Лицарський хрест Військового ордена Максиміліана-Йозефа (23 липня 1916)
- Лицарський хрест ордена дому Гогенцоллернів з мечами (5 травня 1917)
- Хрест «За військові заслуги» (Австро-Угорщина) 3-го класу з військовою відзнакою (19 липня 1917)
- Орден Залізної Корони 3-го класу з військовою відзнакою (26 вересня 1917)
- Pour le Mérite (29 травня 1918)
- Хрест «За військові заслуги» (Мекленбург-Шверін) 2-го класу
- Хрест «За вислугу років» (Баварія) 1-го класу
- Почесний кут старих бійців (лютий 1934)
- Почесний хрест ветерана війни (1934)
- Золотий партійний знак НСДАП
- Медаль «У пам'ять 13 березня 1938 року»
- Медаль «У пам'ять 1 жовтня 1938»
- Хрест Воєнних заслуг 2-го і 1-го класу з мечами
- Лицарський хрест Хреста Воєнних заслуг з мечами (20 вересня 1943)
- Медаль «За вислугу років у НСДАП» в бронзі, сріблі та золоті (25 років)

### Почесні звання
- У 1916 році разом із Військовим орденом Максиміліана-Йозефа отримав особистий (який не передається у спадок) дворянський титул Ріттер (Лицар).
- У 1933 році фон Епп став почесним громадянином численних міст і громад. Сьогодні він позбавлений цих звань.

| Звання              | Звання  | Звання                | Статус                                               |
| ------------------- | ------- | --------------------- | ---------------------------------------------------- |
| Почесний громадянин | міста   | Айхах                 | Позбавлений в 1945 році                              |
| Почесний громадянин | міста   | Лауфен                | Позбавлений в 1945 році                              |
| Почесний громадянин | міста   | Людвігсгафен-на-Рейні | Позбавлений в 1945 році                              |
| Почесний громадянин | міста   | Аугсбург              | Позбавлений в 1946 році.                             |
| Почесний громадянин | міста   | Бад-Райхенгалль       | Позбавлений в 1946 році.                             |
| Почесний громадянин | міста   | Кобург                | Позбавлений в 1946 році.                             |
| Почесний громадянин | міста   | Гельмбрехтс           | Позбавлений в 1946 році.                             |
| Почесний громадянин | міста   | Кольбермор            | Позбавлений в 1946 році.                             |
| Почесний громадянин | міста   | Мюнхен                | Позбавлений в 1946 році.                             |
| Почесний громадянин | міста   | Нойнбург-форм-Вальд   | Позбавлений після смерті                             |
| Почесний громадянин | міста   | Пассау                | Позбавлений                                          |
| Почесний громадянин | міста   | Еггенфельден          | Позбавлений у 2011 році.                             |
| Почесний громадянин | громади | Кройт                 | Позбавлений                                          |
| Почесний громадянин | громади | Міттенвальд           | Після падіння Третього Рейху звання стало недійсним. |

- На честь фон Еппа назвали спортивну школу НСКК в Кохелі.
- В епоху націонал-соціалізму майдан для мотоспорту в Герксгаймі-бай-Ландау носив назву Стадіон Ріттера фон Еппа (нім. Ritter-von-Epp-Stadion). Після війни йому повернули стару назву — Лісовий стадіон Герксгайма (нім. Waldstadion Herxheim), яка використовується дотепер.